# Węgry na Mistrzostwach Świata w Lekkoatletyce 2022
Węgry na Mistrzostwach Świata w Lekkoatletyce 2022 – reprezentacja Węgier podczas mistrzostw świata w Eugene liczyła 2 zawodników występujących w 2 konkurencjach.

## Skład reprezentacji

### Kobiety
Siedmiobój
| Zawodnik      | Konkurencja | 100 m ppł | SW   | PK    | 200 m | SD | RO  | 800 m | Wynik | Pozycja | Źródło |
| ------------- | ----------- | --------- | ---- | ----- | ----- | -- | --- | ----- | ----- | ------- | ------ |
| Xénia Krizsán | Rezultat    | 13,46     | 1,74 | 14,08 | 24,82 | NM | DNS | DNS   | DNF   | DNF     | [ 1 ]  |
| Xénia Krizsán | Punkty      | 1056      | 903  | 799   | 903   | 0  | DNS | DNS   | DNF   | DNF     | [ 1 ]  |

### Mężczyźni
| Zawodnik     | Konkurencja | Kwalifikacje | Kwalifikacje | Finał | Finał   | Źródło      |
| Zawodnik     | Konkurencja | Wynik        | Pozycja      | Wynik | Pozycja | Źródło      |
| ------------ | ----------- | ------------ | ------------ | ----- | ------- | ----------- |
| Bence Halász | rzut młotem | 79,13        | 4. Q         | 80,15 | 5.      | [ 2 ] [ 3 ] |